# 공무원의 직무에 관한 죄
공무원의 직무에 관한 죄(公務員－職務－關－罪)는 대한민국 형법 각칙 제7장에서 규정하고 있는 범죄로, 공무원이 의무를 위배하거나 직권을 남용하여 국가기능의 공정을 해하는, 공무원의 직무범죄를 말한다.

## 직무범죄의 본질
공무원이 직무를 유기하거나, 직권을 남용하여 사람의 권리 행사를 방해하거나, 직무에 관하여 뇌물의 수수, 요구 등의 행위를 처벌하는 것으로, 공무의 공정을 해하고 국가의 권위를 해치는 것을 본질로 한다. 행위자가 행위시에 공무원일 것을 요구하는 신분범이지만, 공무상 비밀누설죄(형법 제127조)와 사전수뢰죄(형법 제129조 제2항)의 경우 공무원이었던 사람과 공무원이 될 사람이 포함된다. 공무원의 범위는 국가공무원법과 지방공무원법으로 정하고 있으나, 그 외의 법으로 의제되기도 한다.

## 판례
- 공무원이 수수․요구 또는 약속한 금품에 그 직무행위에 대한 대가로서의 성질과 직무 외의 행위에 대한 사례로서의 성질이 불가분적으로 결합되어 있는 경우에는, 그 수수․요구 또는 약속한 금품 전부가 불가분적으로 직무행위에 대한 대가로서의 성질을 가진다.[2]

## 해당 조문
- 대한민국 형법 제122조(직무유기)
- 대한민국 형법 제123조(직권남용)
- 대한민국 형법 제124조(불법체포, 불법감금)
- 대한민국 형법 제125조(폭행, 가혹행위)
- 대한민국 형법 제126조(피의사실공포)
- 대한민국 형법 제127조(공무상 비밀누설)
- 대한민국 형법 제128조(선거방해)
- 대한민국 형법 제129조(수뢰, 사전수뢰)
- 대한민국 형법 제130조(제삼자뇌물제공)
- 대한민국 형법 제131조(수뢰후부정처마, 사후수뢰)
- 대한민국 형법 제132조(알선수뢰)
- 대한민국 형법 제133조(뇌물공여등)
- 대한민국 형법 제134조(몰수, 추징)
- 대한민국 형법 제135조(공무원의 직무상 범죄에 대한 형의 가중)

## 해당 범죄
- 직무유기죄
- 직권남용죄
- 사후수뢰죄
- 수뢰죄